# آلابوقا
الا-بوکا (به قرقیزی: Ала-Бука، الابۇقا) یک منطقهٔ مسکونی در قرقیزستان است که در جلال‌آباد واقع شده‌است.

## خصوصیات
الا-بوکا ۱۰٬۸۱۳ نفر جمعیت دارد و ۱٬۱۵۶ متر بالاتر از سطح دریا واقع شده‌است.